# Korponay Gyula
Korponay Gyula (Keszeg, 1888. február 28. – Budapest, 1975. március 28.) kertészmérnök, pomológus.

## Életrajza
Felsőfokú tanulmányait 1906–1909 között a Kertészeti Tanintézetben végezte. Az első világháború előtt a gyakorlati termesztésben főleg a zöldséghajtatás elterjesztésével foglalkozott. 1920-tól a Növényélettani és Kórtani Állomáson a gyümölcsvédekezési osztály vezetője volt. 1928-tól zárszolgálati teendőket is ellátott. Így ismerte fel az újszegedi faiskolában a kaliforniai pajzstetűfertőzést.
1929-től az Országos Pomológiai Bizottság tagjaként dolgozott a gyümölcsfakörzetek kijelölésén. 1935-től a Gyümölcsfatermelők Egyesületének ügyvezető igazgatója. 1949-től, nyugdíjazásától haláláig a Kertészeti Kutató Intézet szakértőjeként dolgozott.

## Munkássága
Fontos szerepe volt a hazai üzemi gyümölcstermesztés szervezésében. Munkáját a szentendrei amerikai köszmételisztharmat leküzdésével kezdte, amellyel nemzetközi elismerést szerzett. Hazánkban elsőként alkalmazta a mészkénlevet a növényvédelemben. 1945 után főleg a tájfajták felkutatásával és szelektálásával foglalkozott. Több tucat törzskönyvet készített. Ismereteit számos szakközleményben is közreadta. Munkásságát Entz Ferenc-emlékéremmel ismerték el.

## Főbb munkái
- A téli gyümölcs eltartása (Budapest, 1936)